# کریپتو-فاشیسم
کریپتو-فاشیسم (به انگلیسی: Crypto-fascism) به معنای فاشیسم رمزگذاری‌شده یا فاشیسم خزنده به حمایت یا تحسین مخفیانۀ فاشیسم یا گرایش‌های نزدیک به این ایدئولوژی گفته می‌شود. این اصطلاح بدین معناست که یک فرد یا گروه حمایت یا تحسین خود از فاشیسم را پنهان نگاه می‌دارد تا از پیگرد سیاسی یا از بین بردن حیثیت خود در میدان سیاست جلوگیری کند. شخص، سازمان یا ایده‌ای که این گرایش را داشته باشد با صفت «کریپتو فاشیست» توصیف می‌شود.

## منشأ
گور ویدال در یک مناظره در تلویزیونی ABC در جریان کنوانسیون ملی دموکراتیک در سال ۱۹۶۸، ویلیام اف. باکلی جونیور را به عنوان "به نوعی طرفدار یا کریپتو-نازی" توصیف کرد. باکلی در جواب او گفت: "حالا به تو گوش کن کوئیر، دیگر مرا یک کریپتو-نازی خطاب نکن، وگرنه یک مشت حوالۀ آن صورت لعنتی‌ات می‌کنم، و باید آن را گچ بگیری." ویدال بعداً در مقاله‌ای که در سال ۱۹۶۹ در اسکوایر منتشر شد، توضیح داد: "من قصد نداشتم از عبارت "کریپتو-نازی" استفاده کنم. منظور من بیشتر از "تفکرات فاشیستی" بود." در گزارش‌های بعدی دربارۀ این رویداد، گاهی اصطلاح ویدال برای توصیف باکلی به اشتباه با عنوان «کریپتو فاشیست» نقل‌قول شده است.
اصطلاح "کریپتو-فاشیست" برای اولین بار پنج سال قبل از آن در کتاب آلمانی‌زبان جامعه‌شناس آلمانی تئودور آدورنو با عنوان تکرارکنندۀ وفادار (Der getreue Korrepetitor) ظاهر شده بود. آدورنو در اوایل سال ۱۹۳۷ در نامه‌ای به والتر بنیامین اصطلاح "کریپتو-فاشیسم" را به کار برده بود. در این نامه، این اصطلاح به حمایت یا تحسین مخفیانۀ فاشیسم مربوط نمی‌شود، بلکه برای اشاره به فردی به کار می‌رود که در هنگام بروز چنین تمایلات واپس‌گرایانه‌ای، هشیاری کافی ندارد.: 212 

## استفاده
این اصطلاح در سال ۱۹۷۲ توسط هاینریش بل، نویسندۀ آلمانی برندۀ جایزۀ نوبل، در مقاله‌ای با عنوان «آیا اولریکه رحمت می‌خواهد یا گذری امن؟» به کار برده شد که در آن به شدت از پوشش روزنامۀ بیلت از سازمان مسلح چپ‌گرای بادر-ماینهوف انتقاد کرد. بل در این مقاله اظهار داشت که آنچه بیلت انجام می‌دهد "دیگر فاشیست رمزنگاری‌شده یا فاشیستوئید نیست، بلکه فاشیسم عریان است؛ تحریک، دروغ و کثافت."
در اپیزود کوتوله سرخ در سال ۱۹۸۹ "تایم‌اسلایدز"، شخصیت اصلی لیستر به گذشته برمی گردد تا با خویشتن جوانتر خود ملاقات کند تا خودش را ثروتمند کند. خویشتن جوان‌تر او خویشتن بزرگترش را کریپتو-فاشیست می‌نامد.
در مقاله‌ای در سال ۲۰۱۱ برای گاردین، ریک مودی پیشنهاد کرد که «جریان اصلی سینمای هالیوود» و به‌ویژه فرانک میلر، هنرمند کتاب‌های مصور و کارگردان فیلم، «کریپتو-فاشیست» هستند، زیرا این دیدگاه را ترویج می‌کنند که "جنگ علیه دشمن بی‌رحم خوب است و خدمت سربازی چیز خوبی است، آدم‌کشی از تو مرد می‌سازد، سرمایه‌داری باید غلبه بیابد.".
پیشوند «کریپتو» در اصطلاح «کریپتو-فاشیسم» همچنین در معنایی دیگر -مشابه کاربرد آن در «کریپتو-آنارشیسم» هم به کار رفته است. در این مورد این اصطلاح به استقبال فاشیست‌های علنی از ارزهای رمزنگاری‌شده و همراهی این رمزارزها با استفاده از آن توسط راست افراطی اشاره دارد.